# Bandiere bianche
Bandiere bianche (White Banners) è un film del 1938, diretto dal regista Edmund Goulding.